# 市井社
市井社（しせいしゃ）は、東京都新宿区にある「五行歌の会」の出版社。

## 概要
1994年4月、五行歌の創始者、草壁焔太によって創立された「五行歌の会」の刊行物を扱う。主に五行歌入門書、五行歌選集、五行歌集を出版。毎月、月刊『五行歌』を発行。

## 刊行物

### 雑誌
- 月刊『五行歌』

### 文庫・書籍
- そらまめ文庫
- 電子書籍
- 五行歌入門書
- 五行歌選集
- 草壁焔太五行歌集
- 個人五行歌集
- 五行歌に関係ある書籍（詩集、その他ノンフィクション）